# Fetzer von Ockenhausen

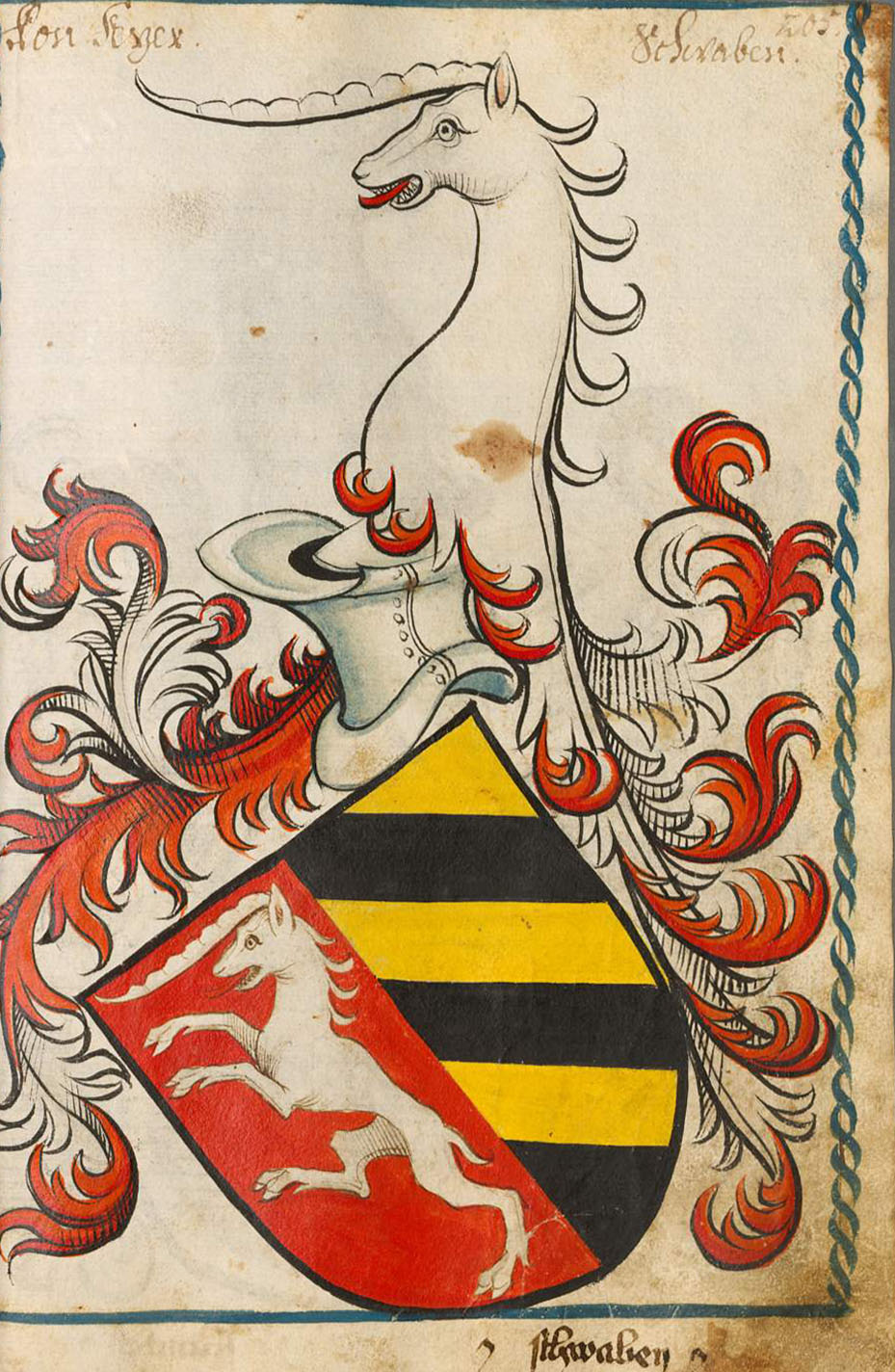
Fetzer von Ockenhausen im Scheiblerschen Wappenbuch

Fetzer von Ockenhausen, auch Vetzer von Ockenhausen war der Name eines schwäbischen Uradelsgeschlechts. Eine Stamm- und Wappenverwandtschaft zu den Vetzer von Bogenhofen aus Schwäbisch Gmünd wird vermutet. Zu unterscheiden sind sie von dem briefadeligen Geschlecht der Fetzer aus Nürnberg.

## Geschichte
Das aus altem schwäbischen Adel stammende Geschlecht gehörte der Reichsritterschaft an und wurde zu den Patriziergeschlechtern der Reichsstadt Nördlingen gerechnet. Der Beiname Ockenhausen ist auf den Ort Oggenhausen bei Heidenheim an der Brenz zurückzuführen. Laut einer Urkunde vom 20. September 1454 verkaufte Wilhelm Fetzer von Oggenhausen dem Komtur und Konvent der Deutschordenskommende in Ulm seinen Besitz in Setzingen und erhielt dafür deren Besitz in Oggenhausen. Am 16. Oktober 1590 kam es um die Helfensteiner Lehen zwischen den Brüdern Mang und Wilhelm Fetzer von Ockenhausen zu einem Vertrag. 1614 war Wilhelm Fetzer von Ockenhausen wegen seinem Gut Gärtringen Mitglied im Kanton Necker-Schwarzwald und wegen Oggenhausen bis 1629 Mitglied im Kanton Kocher des Schwäbischen Reichskreises.

## Wappen
„Schild der Länge nach geteilt: rechts in Rot ein silbernes Einhorn und links von Schwarz und Rot fünfmal schrägrechts geteilt.“